# Canis arnensis
Canis arnensis (hay chó sông Arno) là một loài chó đã tuyệt chủng, là loài đặc hữu của vùng Địa Trung Hải, châu Âu trong thời kỳ Pleistocene sớm. Canis arnensis được mô tả là một giống chó kích thước nhỏ và có hình dạng khá tương đồng với chó rừng. Giải phẫu và hình thái học cho thấy giống này có liên quan nhiều đến loài chó rừng lông vàng hiện đại (Canis aureus) hơn là loài chó sói Etrusca có kích thước lớn hơn sinh sống cùng thời điểm. Nó có lẽ là tổ tiên của chó rừng hiện đại.

## Phạm vi
C. arnensis lần đầu tiên được nhận dạng sau khi phát hiện ra một hóa thạch của nó ở vùng Thượng Valdarno. Hóa thạch của loài này chỉ được tìm thấy trong khoảng thời gian được gọi là Tun Faunal Unit của Ý. Loài này là loài đặc hữu của Địa Trung Hải, châu Âu và sống trong thời kỳ Pleistocene sớm. Người ta tin rằng việc C. arnensis sinh sống phổ biến khắp châu Âu là kết quả của một sự kiện làm cho giống loài này phân tán. Sự kiện này góp phần thúc đẩy sự phổ biến tại lục địa với những động vật họ chó hiện đại đầu tiên. Các loài này đã đến Ý vào khoảng 1,9 triệu năm trước và được đồng nhất trên khắp miền nam châu Âu vào giai đoạn cuối Villafranchian.

## Sự tuyệt chủng
Cả hai loài chó sông Arno và sói Etrusca đều biến mất khỏi hồ sơ hóa thạch ở Ý sau khi kết thúc Faunal Tasso Unit và được thay thế bằng giống sói Mosbach thời trung cổ (C. mosbachensis Soergel, 1925).